# Monty Jones
Pour les articles homonymes, voir Jones.
Monty Jones, né le 5 février 1951 à Freetown, Sierra Leone et mort le 28 avril 2024, est un agronome sierra-léonais. Il est le principal développeur du NERICA (New Rice for Africa), un ensemble de riz très productifs adaptés aux conditions de culture de l'Afrique de l'Ouest. En 2004, il est lauréat du Prix mondial de l'alimentation.

## Sources
1. ↑  (en-US) « World Food Prize Winner, Prof. Monty Jones, passes away at 73 », sur Citinewsroom - Comprehensive News in Ghana, 2 mai 2024 (consulté le 7 mai 2024)
2. ↑  (en-GB) « Rice-breeder joins world leaders », BBC,‎ 4 mai 2007 (lire en ligne, consulté le 7 mai 2024)